# دنی کاللیپ
دنی کاللیپ (انگلیسی: Danny Cullip؛ زادهٔ ۱۷ سپتامبر ۱۹۷۶) بازیکن فوتبال اهل بریتانیا است.
از باشگاه‌هایی که در آن بازی کرده‌است می‌توان به باشگاه فوتبال ناتینگهام فارست، باشگاه فوتبال کویینز پارک رنجرز، باشگاه فوتبال فولام، باشگاه فوتبال گیلینگام، باشگاه فوتبال شفیلد یونایتد، باشگاه فوتبال آکسفورد یونایتد، باشگاه فوتبال برنتفورد، باشگاه فوتبال واتفورد، باشگاه فوتبال برایتون اند هوو آلبیون، و باشگاه فوتبال لوس اشاره کرد.